# Acanthurus olivaceus
Acanthurus olivaceus – ryba morska z rodziny pokolcowatych. Spotykana w akwariach morskich.
Występowanie: rafy koralowe Oceanu Spokojnego na głębokościach od 3–46 m.